# オギノユーヘイ
オギノ ユーヘイは、日本の漫画家。神奈川県出身。日本工学院専門学校卒業。

## 受賞歴
- MGP2009年6月期奨励賞『スリルワークス』（名義：荻野祐平）
- 第86回新人漫画賞奨励賞『GOD LIKE』（名義：オギノユウへ―）
- 第87回新人漫画賞奨励賞『TNK MAN』（名義：オギノユーヘイ）

## 来歴

### 生い立ち
幼いころ、飼っていたカブトムシの死後、バラバラにし、パーツごとに並べて、詳細な絵を描いていた。中学時代、テニス部を辞めたのを機に、インターネットにのめりこんだ。『ONE PIECE』などの模写もしていた。高校時代、対戦型シューティングオンラインゲームに嵌まり、オフライン大会で日本2位になった。高校卒業という段階になったが、勉強をしていなかった。だが、自分は絵が描けるということを思い出し、日本工学院専門学校に進学した。

### デビューまで
専門学校卒業後、フリーターをしながら、漫画家を目指した。3年ほど漫画のアシスタントをしたが、連載に至れず、暗中模索の日々を送った。それから、1年2カ月ぶりに担当編集に連絡をした際に『アクノヒガン BEYOND EVIL』の作画の話があった。2014年に『アクノヒガン BEYOND EVIL』の作画を担当。

## 作品リスト
- アクノヒガン BEYOND EVIL（原作：ミウラ、『マンガボックス』2014年第18号[3] - 2015年第35号[4]、全4巻）- 漫画担当[3]、オギノ名義[3]
- 賭博の巨人（原作：メーブ、『ヤングエース』2016年10月号[5] - 2017年11月号、全3巻）- 作画担当[5]、オギノユーヘイ名義[5]
- 絶望の楽園（原作：tos、『マガジンポケット』[6]2018年3月28日号[7] - 2019年8月21日号[8]、全6巻）- 漫画担当[7]、オギノユーヘイ名義[6]
- あなたが嫌い 〜女の欲望と嫉妬の渦〜（原作：宮崎摩耶、めちゃコミック×ゼノン）- 漫画担当[9]、オギノユーヘイ名義[9]、単行本は電子書籍で刊行[9]
- ドープマン（原作：吉上亮、『くらげバンチ』2022年3月29日[1] - 2023年4月11日[1]、全3巻） - 漫画担当[10]、オギノユーヘイ名義[10]
- 蠱毒のイモータル（原作：MITA、『ヤングドラゴンエイジ』Vol.14[11] - Vol.21[12]、全2巻） - 作画担当[13]、オギノユーヘイ名義[13]
- 闇バイト先は異世界でした（原作：メーブ、『ヤングエースUP』2024年4月8日[14] - 2025年3月24日、全2巻） - 作画担当[14]、オギノユーヘイ名義[14]

## 関連人物
流石景
師匠。